# Mosinecos

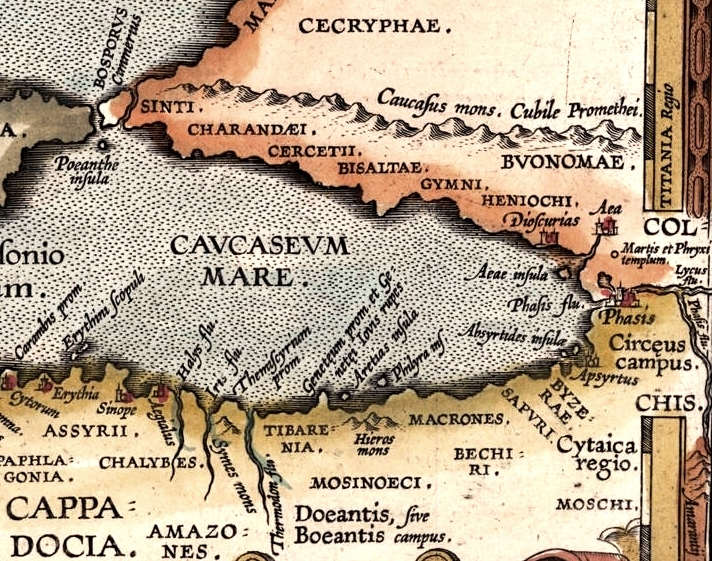
Mapa de Abraham Ortelius de 1624 donde aparece la ubicación de los mosinecos.

Los mosinecos eran los miembros de un pueblo de la Antigüedad que vivían en una zona montañosa del norte de Anatolia comprendida aproximadamente entre la vertiente norte de la cadena del Ponto y las ciudades de Trapezunte y Giresun.

## Características y costumbres
Se caracterizaban porque vivían sobre árboles o en altas torres de madera llamadas mosinas, de donde procedía su nombre. La mosina más alta estaba ocupada por su rey. Apolonio de Rodas indica que si el rey se equivocaba al emitir algún juicio, se le mantenía durante aquel día encerrado y sin comer. Apolonio y Jenofonte también señalan que sus normas eran muy diferentes a las de los griegos puesto que lo que los griegos realizaban públicamente, ellos lo realizaban dentro de sus casas o a solas, hablaban consigo mismos, reían solos y bailaban como si alguien pudiese verlos y en cambio la práctica del sexo ellos la realizaban en el suelo a la vista de todos. Vivían de la caza y su principal alimento eran las castañas, que cocían como pan. También tenían trigo, ponían lonchas de delfín en salazón, empleaban la grasa de delfín y además hacían un vino dulce y aromático. Marcaban sus cuerpos con tatuajes. Eran de piel blanca. Se contaba que a veces asaltaban a los extraños saltando sobre ellos desde sus torres.

## Historia
Apolonio de Rodas los menciona entre los territorios junto a los que pasaron los Argonautas en su viaje hacia la Cólquide en busca del vellocino de oro.
Heródoto los cita entre los pueblos tributarios de los persas. Pertenecían a una demarcación tributaria que compartían con los moscos, tibarenos, macrones y mares que debía aportar trescientos talentos. Formaron parte de la expedición que Jerjes realizó en el 480 a. C. contra Grecia. Los mosinecos y los macrones estuvieron bajo el mando de Artaíctes en esta expedición. Se contaba que iban armados, al igual que los moscos, con yelmos de madera, escudos y lanzas cortas con puntas de hierro.
En el 401 a. C., los mosinecos se hallaban enfrentados en dos facciones que luchaban por ocupar la parte más alta del país. Una de estas facciones de mosinecos se alió con los griegos de la Expedición de los Diez Mil para derrotar al otro bando. En esta acción bélica acudieron con trescientas barcas hechas cada una de un solo tronco. Estaban armados con escudos de mimbre recubiertos con pieles de buey, lanzas de seis codos que tenían una bola de madera detrás y hachas de hierro. Vestían túnicas cortas y cascos de cuero semejantes a los de los paflagonios con un penacho en medio. En aquella época los cálibes eran súbditos de los mosinecos.